# Tricuspes
Tricuspes − wymarła forma przejściowa między synapsydami i ssakami, żyjąca w późnym triasie, między 203,6 a 199,6 mln lat temu na terenie Europy. W obrębie rodzaju Tricuspes wyróżnia się trzy gatunki: T. tubingensis (Huene, 1933), T. sigogneauae (Hahn et al., 1994) oraz T. tapeinodon (Godefroit i Battail, 1997). W przeciwieństwie do dzisiejszych ssaków Tricuspes był zapewne jajorodny.